# Фетмба, Роже
Роже Фетмба (фр. Roger Feutmba; 31 октября 1968, Яунде, Камерун) — камерунский футболист, полузащитник.

## Карьера
Роже родился в городе Яунде, но начал свою карьеру игрока в «Унионе» из города Дуала. Примерно в то же время его стали привлекать к играм за основную сборную Камеруна. В 1990 он стал частью легендарной сборной, впервые в истории дошедшей до четверть-финала мирового первенства. На протяжении пяти лет Фетмба играл за «Унион Дуала». в 1991 году стал игроком бельгийского «Кортрейка». Спустя пять лет вернулся на родной континент в «Мамелоди Сандаунз», где и завершил карьеру в 1999 году.